# 歐拉夫伯爵
歐拉夫伯爵（英語：Count Olaf）是一個虛構角色，系列小說《波特萊爾大遇險》的主要反派人物。在這部小說裡，他是一個古怪的罪犯，犯下諸多罪行；其外貌又高又瘦，眼睛閃閃發光，衛生習慣極差，左腳踝處上有個眼睛造型的紋身。
波特萊爾家的孩子在雙親過世後處於歐拉夫伯爵的看顧之下，但事實證明他是一個可怕的監護人，只對波特萊爾家的遺產感到興趣。當他失去對波特萊爾家孩子們的監護權後，便透過各種偽裝來謀殺波特萊爾孩子們之後遇到的監護人，如蒙哥馬利叔叔、約瑟芬姑媽等人。雖然孩子們往往都能識破變裝後的歐拉夫伯爵，但成年人卻對此渾然不覺，迫使波特萊爾孩子們在整部系列中多次揭穿歐拉夫伯爵的偽裝和他的計畫。
他的名字歐拉夫（Olaf）是個斯堪地那維亞的名字。
金·凱瑞與尼爾·派屈克·哈里斯分別在電影和電視劇改編裡飾演此一角色。

## 歐拉夫伯爵的偽裝

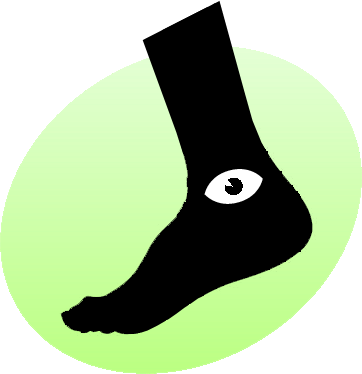
歐拉夫伯爵的腳踝。

在系列小說中，歐拉夫伯爵曾偽裝為多種不同的身分，用來騙取不同人的信任，雖然孩子們每次都能一眼認出偽裝後的歐拉夫伯爵，但成年人往往都是要看到他左腳踝上的眼睛刺青才會相信孩子們的話。以下為歐拉夫伯爵在小說中使用過的偽裝身分：
- 史蒂芬諾（Stephano）：爬蟲學家的助手，光頭、長鬍子、沒有眉毛，腳踝上的刺青用化妝掩蓋，自稱為義大利人。歐拉夫伯爵在謀殺古斯塔夫後使用此一身分進入蒙哥馬利博士家。這個名字應是來自於莎士比亞戲劇《暴風雨》中的同名角色（英语：Stephano (The Tempest)）[8]。在電影版中，史蒂芬諾留著稀疏的頭髮以及一撮歪斜的小鬍子。
- 訕船長（Captain Sham）：為獨眼又獨腿的船長，他利用假的木腿掩蓋刺青，用眼罩遮住眉毛特徵。
- 雪莉（Shirley）：喬治娜·歐威爾醫生辦公室的女接待員，穿著長筒襪。
- 更伊斯教練（Coach Genghis）：普魯佛洛克預備學校的體育代課老師，自稱基於宗教原因所以戴頭巾，以此掩蓋眉毛特徵，用運動鞋掩蓋刺青。這個名字應是源自於歷史上的蒙古部落領袖成吉思汗[8]。在Netflix電視劇中，更伊斯教練操著美國南方口音[9]。
- 甘特（Gunther）：拍賣人，自稱來自於別的國家，用單片眼鏡遮住眉毛特徵，用馬靴掩蓋刺青。
- 都彭探長（Detective Dupin）：號稱為著名的偵探，戴著太陽眼鏡。

## 影視改編

### 電影
在2004年電影《波特萊爾的冒險》中，歐拉夫伯爵由金·凱瑞飾演。金·凱瑞在受訪時表示歐拉夫伯爵是一個自大狂和反社會的人。
著名導演巴里·索南菲尔德（同時也是2017年Netflix電視劇《波特萊爾的冒險》的導演和製片）認為這部電影的缺點在於「太以金·凱瑞為中心」。

### 電視劇
在由Netflix公司製作、2017年首播的劇集《波特萊爾的冒險》裡，歐拉夫伯爵由美國演員尼爾·派屈克·哈里斯飾演，其造型與2004年電影版明顯不同。哈里斯表示化這個角色的妝需要兩個半小時，並且一整天內還要注意不讓妝脫落。
在2018年發布的電視劇第二季預告片當中，哈里斯以歐拉夫伯爵的造型和口吻向觀眾介紹第二季的情節。

## 外部連結
- 互联网电影数据库上歐拉夫伯爵的资料（英文）
- CountOlaf.com（英文）
- 認識歐拉夫伯爵（影片）